# Чарторыйский, Юрий
Юрий (Ежи) Иванович Чарторыйский (пол. Jerzy Czartoryski, ок. 1560—1626) — государственный и военный деятель Речи Посполитой, князь Клеванский (1581—1626) и Чарторыйский (1606—1626), староста луцкий (1623—1626).

## Биография
Представитель знатного западнорусского княжеского рода Чарторыйских герба «Погоня». Младший сын князя Ивана Фёдоровича Чарторыйского (ок. 1518—1567) и Анны Кузьминичны Заславской (ум. 1582).
Учился в виленской иезуитской коллегии, затем путешествовал по странам Западной Европы. После возвращения на родину занимался хозяйственными делами в своих имениях, которое до этого находились в руках опекунов. Унаследовал от своего отца значительные имения в Кременецком и Луцком поветах, в Киевском воеводстве.
В 1581 году после гибели своего старшего брата Ивана Ивановича Чарторыйского под Псковом Ежи Чарторыйский унаследовал Клеванское княжество. Выкупил у Понятовского билевские имения, которые ему отдал под залог Иван Чарторыйский.
В 1580 году после женитьбы на княжне Александре Андреевне Вишневецкой получил во владение в качестве приданого имения Алексинец и Моравицы. После смерти своего тестя Андрея Вишневецкого (1584) Александра записала на него Вишневецкий замок с прилегающими землями.
В 1606 году после смерти своего бездетного двоюродного племянника, князя Юрия Михайловича Чарторыйского, Ежи Иванович унаследовал Чарторыйское княжество.
Около 1605 года князь Ежи Чарторыйский развёлся со своей женой, что привело к судебной тяжбе за Вишневецкий замок, который он вынужден был продать старосте овруцкому, князю Михаилу Вишневецкому.
В 1593—1595 годах князь Ежи Чарторыйский участвовал в обороне южных польских владений от набегов крымских татар. В 1600 году принимал участие в военной кампании канцлера Яна Замойского против Молдавии и Валахии. В 1605 году Ежи Чарторыйский поддерживал и сопровождал в Лжедмитрия I в его походе на Москву.
В 1621 году Ежи Чарторыйский снарядил несколько надворных хоругвей под командованием своего сына Николая Ежи, которые в составе польско-литовской армии участвовали в разгроме турецко-татарских войск в битве под Хотином. В 1622 году сеймик Волынского воеводства постановил, чтобы за заслуги в Хотинской битве князю Ежи Чарторыйскому было разрешено право брать мыто (пошлины) с Киевщины, Брацлавщины и Волыни.
Вместе с участием в политической и военной деятельности Ежи Чарторыйский принимал участие в духовной жизни. Выступал посредником между униатами и их противниками.
Первоначально Ежи Иванович Чарторыйский был противником заключения Брестской церковной унии, но в 1598 году отказался от православия и перешёл в униатство. После перехода в унию продолжал помогать православным братствам. В 1601 году подписал постановление об охране православной церкви. В 1623 году Ежи Чарторыйский получил должность старосты луцкого.
В 1626 году князь скончался и был похоронен в костёле в Клевани.

## Благотворительность
Князь Ежи Чарторыйский перенёс свою резиденцию из Луцка в Клевань, который значительно расширил. Оплачивал бедным воспитанникам иезуитских коллегий их обучение. Был верующим и благотворительным человеком, много средств перечислял на нужды греческой и католической церквей.
В 1595 году для содержания госпиталя для бедных подарил поселение Пересопницу вместе с монастырём русским монахам.
В 1590 году построил римско-католический костёл в Клевани. При костёле основал школу, в которой назначил пенсии ректорам и бакалаврам. В 1592—1593 годах в этой школе учились его сыновья. В школе преподавали иностранные учителя.
Перечислял значительные средства на иезуитские коллегии в Вильне, Баре и Виннице. Наибольшие суммы получала Луцкая коллегия, которой он, кроме этого, подарил собственное луцкое поместье с прилегающими землями, и выделил средства на развитие коллегии.

## Семья
Был трижды женат. Его первой женой была с 1580 года княжна Александра Андреевна Вишневецкая (ум. 1612), дочь воеводы киевского, князя Андрея Ивановича Вишневецкого (ок. 1528—1584), и Евфимии Юрьевны Вержбицкой (1539—1589). Около 1605 года супруги развелись. Дети:
- Александр Чарторыйский (ум. до 1605), умер молодым
- Адриан Чарторыйский (ум. до 1618), стал монахом
- Николай Ежи Чарторыйский (1585—1661), князь Чарторыйский и Клеванский (1626—1661), каштелян волынский (1633—1655), воевода подольский (1655—1657) и волынский (1657—1661).

Вторично женился на Гальше Головинской, от брака с которой имел двух детей:
- Андрей Чарторыйский, умер молодым
- София Чарторыйская (ум. 1649/1650), жена с 1646 года Казимира Песочинского (ум. 1659)

В третий раз женился на Софии Любомирской, дочери Анджея Богумила Любомирского и Анны Радзивилл, от брака с которой детей не имел.